# Rắn hổ mây gờ
Rắn hổ mây gờ (Danh pháp khoa học: Pareas carinatus) là một loài rắn theo truyền thống xếp trong họ Rắn nước (Colubridae), nhưng gần đây đã được phân loại lại và xếp trong họ Pareidae.

## Phân bố
Loài rắn điển hình của chi Pareas này phổ biến tương đối rộng tại Đông Nam Á, từ miền nam Trung Quốc (Vân Nam) tới Myanmar và Đông Dương cũng như quần đảo Mã Lai (Borneo, Java, Lombok, Sumatra, Bali). Hai phân loài được công nhận là P. c. carinatus và P. c. unicolor, với phân loài thứ hai chỉ có ở Campuchia.

## Đặc điểm
Rắn hổ mây gờ sống trong môi trường rừng hay gần rừng, gần những nơi ẩm ướt hay suối. Chúng là động vật sống ăn đêm và chủ yếu sống trên cây. Nguồn thức ăn chủ yếu của chúng là các loài ốc sên hay sên. Chúng là động vật noãn sinh, mỗi lần có thể đẻ tới 8 trứng.
Loài này rất ít gặp ban ngày nhưng rất dễ nhận diện loài rắn không độc này trong đêm với lớp vảy màu nâu nhạt, lớp vảy nằm sát phần bụng có màu nâu đậm, viền mắt ngoài màu đỏ rực khi ánh đèn phản chiếu trong đêm tối. Là loài rắn có kích thước nhỏ, nhút nhát, phân bố rộng nhưng số lượng cá thể của loài này không còn nhiều trong tự nhiên ở Việt Nam.